# Планинарски дом „Занатлија”
Планинарски дом „Занатлија” или под Главицом, налази се у североисточном делу Фрушке горе, под врхом Главица. До дома се може доћи маратонском стазом од окретнице аутобуса Нови Сад—Парагово (бр.72) или асфалтним путем од Сремске Каменице (поред Института). Власништво је ПД „Занатлија” из Новог Сада.
Дом је зидана зграда са приземљем, спратом и поткровљем. У приземљу се налази опремљена кухиња и пространа трпезарија са око 40 места. Дом располаже још купатилима, собама за смештај, укупног капацитета 30 лежаја, са додатком од 20 лежаја у поткровљу. Испред дома је пространа тераса и покривен роштиљ.
Дом има домара и стално је отворен.